# Rat laineux de Bosavi
Le Rat laineux de Bosavi (en : Bosavi Woolly Rat) est une espèce de rongeurs de la sous-famille des Murinés. Il a été découvert en 2009 dans la jungle de Papouasie-Nouvelle-Guinée lors du tournage d'un documentaire télévisé de la BBC dans cratère du volcan éteint du mont Bosavi à environ 1 000 mètres d'altitude.
L'individu retrouvé ne craint pas l'homme. Il mesure 82 centimètres de long pour environ 1,5 kilogramme. Il est l'une des plus grandes espèces de rat connues. Il porte une fourrure brun-gris.
Une quarantaine de nouvelles autres espèces animales a également été découverte, dont un opossum.